# 和妻

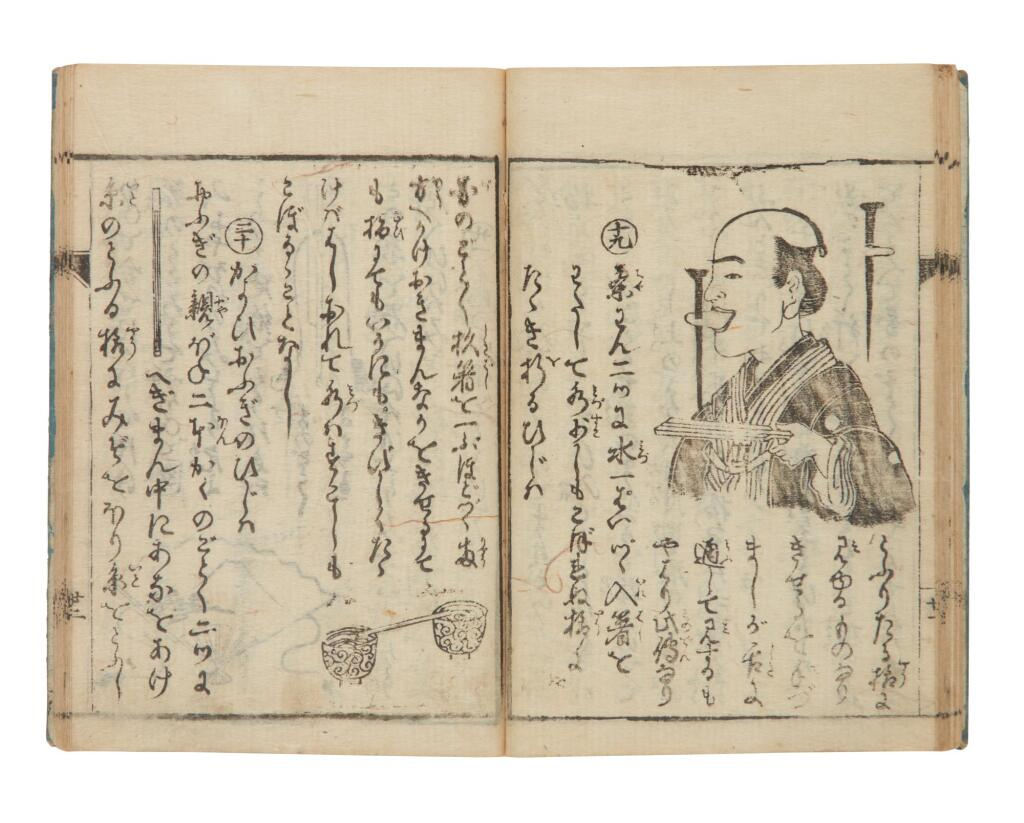
『秘事百選』（著:智徳斎）

和妻（わづま）とは、日本に古くから主に口伝で受け継がれてきた伝統的な手品の分野である。主に着物を着て演じられる。
手妻（てづま）、品玉（しなだま）と呼ばれることもある。西洋の奇術のスタイルを洋妻（ようづま）と呼ぶのに対し、和妻(わづま)と言われることもある。
古代日本では、手妻を小手先芸や目眩しに長けた人を手妻師と言った時代があるが決して手品だけをさしたものではなく手先で操る人形も手妻人形と言い、手先で操るからくりや曲取り（ジャグリング）も手妻である。
明治までは手妻人形が存在する。手先で操作する傀儡師の首下げ箱回し人形も手妻人形である。また日本古来の手品は手術や手技と呼ばれ古浄瑠璃には手品節、舞踊には手品踊が存在した。
和妻の起源は、奈良時代に大陸から伝来した散楽の演目にまで遡る。
現代になって生み出された日本奇術は創作和妻、現代和妻などといわれることがある。

## 特徴

### 見立て
対象を、他のものになぞらえて表現する、日本の芸能に多く見られる技法のこと。半紙で蝶の一生を表現する「胡蝶の舞」など。

## 日本の奇術書
日本最古の奇術書は1715年に刊行された『神仙戯術』である。これには、ひょうたんがひとりでに動く術、つくりものの魚に水中を泳がせる術などが紹介されている。
他には1725年の『珍術さんげ袋』、1727年の『続懺悔袋』、1729年の『和国たはふれ草』などがある。これらは身近なものを使った奇術（いわゆるクロースアップ・マジック）を紹介している。
大規模な術を紹介しているものとしては1733年の『唐土秘事海』（もろこしひじのうみ）や1784年の『仙術日待種』（せんじゅつひまちぐさ）などが挙げられる。
江戸中期になると、手練技を解説した専門書もかかれるようになる。1764年の『放下筌』や1779年の『天狗通』などである（放下とは元は禅宗の言葉で、転じて大道芸を表す言葉となった。大道芸をみせる僧を辻放下という）。

## 代表的な和妻
胡蝶の舞
白い半紙を破って蝶をつくる。これに扇子で風を送ると、紙でできている蝶はまるで生きているかのように空中を舞う。新たに蝶をもう1匹つくってつがいで飛ばせ（夫婦の蝶）、さらにこの2匹に扇子で風をあてると紙吹雪が舞う（千羽胡蝶）。
この和妻は『神仙戯術』でそれらしきものがすでに紹介されており、『続懺悔袋』には合理的な説明がしてある。
初代柳川一蝶斎が「蝶の曲」として完成させ、現在は帰天斎派と一陽斎派の2つが伝承されている。「胡蝶の舞」は一陽斎派、「浮連（うかれ）の蝶」「蝶の曲」が帰天斎派での呼称となっている。
パスポート取得第一号としても知られる隅田川浪五郎が海外公演で披露し、日本を代表する手品のひとつとして知られた。
袖玉子
着物の袖のような形をした袋から卵が出現したり消失したりする。主に女性に演じられていた。
エッグ・バッグの日本版と考えられる。
ヒョコ
紙でできた人形がひとりでに動くという術。1755年の『仙術夜半楽』で取り上げられている。
お椀と玉
3つ～4つのお椀とお手玉を使う。お椀を巧みに返しながら玉を隠すが、玉は出たり消えたり移動したりする。最後には大きな玉が現れる。
いわゆるカップ・アンド・ボールの日本版と考えられる。お椀返しと呼ばれる動作がところどころで行われるのが特徴。
連理の紙
和紙を12片に切り分けるが、それらが瞬時にしてつながる。元通りの1枚の紙に戻るのではなく、御幣状につらなった形になる。そのあとつながった紙を分裂させ、さらにそれらを紙吹雪に変化させる手順もある。
釜抜け術
1729年の『続たはふれ草』に掲載されている。10代前半の子供を釜に入れて鍵をかけ、さらに風呂敷で包む。しかし、開けてみると子供は釜の中から消失しており、同じことを再び繰り返すとまた出現する。同様の脱出術として葛篭抜けがあるが、これは『盃席玉手妻』に解説されている。
扇子玉子
エッグ・オン・ファンの日本版と考えられる。
『神仙戯術』には、吹紙鶏子（すいしけいし、ふいてかみをけいしとす）として解説されている。
紙うどん
白紙を折って燃やし、燃えかすを手に握って空中に投げると何本もの白い糸に変化して広がる。それをたぐりよせて空の小鉢に入れ、水を注ぐとうどんに変化する。『珍曲たはふれ草』に記されている。
天狗の豆隠し
小豆を3粒用意する。ひとつ取り上げて口で湿らせ、手で握ると消失。同じことを繰り返し、2つ目の小豆も消す。今度は消した2つの小豆を1つずつ出現させる。1742年の『神仙秘事睫』（しんせんひじまつげ）で解説されている。
また、1粒の大豆を5粒に増やす術が『仙曲続たはふれ草』に記されている。
柱抜き
現代でも演じられる「サムタイ」と同様の現象。両手の親指同士を紐か針金できつく縛るが、なぜか柱を貫通して柱を両手の間に入れてしまう。さらにまた外したりする。松旭斎天一の演技がよく知られている。
水芸
水からくりの応用。京都大阪に元と成るからくりが存在し、大阪の博多小蝶が曲独楽に水からくりを取り入れた。
呑馬術
生きた馬を飲み込む幻術。浄瑠璃、「難波丸金鶏」伏見京橋の段に塩の長次郎の話がある。また江戸の奇談の絵本百物語に出てくる長次郎はこの話を参考に作られた江戸奇談になり手品とは関係がない。
呑馬術、剣呑み、火吹きなども唐代の中国幻術の演目である（武林旧事より）。
西鶴の豪華蒔絵は天理図書に存在している、歌舞伎研究に残る呑馬術演じ方の資料は一魁斎京次郎が保管。

## 文化財指定
1997年5月24日に和妻は文化庁長官により記録作成等の措置を講ずべき無形文化財として選択された。

## 代表的な手妻師・和妻師
- 柳川一蝶斎 - 江戸手妻で、紙の蝶を舞わせる芸などを完成させた[8][9]。3代襲名した[10]。

## 和妻をテーマにした作品
- 『和妻師・一蝶』藪野続久の漫画
- NHKの歴史探偵、『江戸マジックショー!』(初回放送日: 2024年2月21日)[11]